# The Best Buono!
Albums de Buono!
We Are Buono!
(2010) Partenza
(2011)
The Best Buono! est le 1er album compilation du groupe de J-pop Buono!, sorti le 10 août 2010 au Japon sur le label Pony Canyon. 
Il atteint la 16e place du classement Oricon. Il sort aussi en édition limitée au format CD+DVD avec une pochette différente, un DVD en supplément, et un deuxième CD en bonus contenant les "faces B" des dix singles du groupe sortis jusqu'alors.
L'album contient huit des dix titres sortis précédemment en singles (omettant ceux de Gachinko de Ikō! et co.no.mi.chi), qui ont servi de génériques à la série anime Shugo Chara pour laquelle le groupe a été créé, et onze titres tirés des trois albums de Buono! sortis jusqu'alors (trois de ces titres sont remixés pour la compilation). Cette série ayant pris fin, ce disque aurait dû être le dernier du groupe. Buono! reprendra néanmoins ses activités six mois plus tard sur un autre label (Zetima), désormais sans lien avec la série.

## Titres
CD
1. We are Buono! ~ Buono! no Theme (... Buono!のテーマ?) (de l'album We Are Buono!)
2. Renai♥Rider (恋愛♥ライダー?) (2e single)
3. Bravo☆Bravo (9e single)
4. Shōshitsuten -Vanishing Point- (消失点...?) (de l'album Buono! 2)
5. Honto no Jibun (ホントのじぶん?) (1er single)
6. Take It Easy! (8e single)
7. Kiss! Kiss! Kiss! (3e single)
8. Rock no Kami-sama (2010 mix version) (ロックの神様...?) (remix d'un titre de l'album Café Buono!)
9. I Need You (I NEED YOU?) (de l'album Buono! 2)
10. Rottara Rottara (ロッタラ ロッタラ?) (5e single)
11. My Boy (MY BOY?) (7e single)
12. Café Buono! (de l'album Café Buono!)
13. Nakimushi Shōnen (2010 mix version) (泣き虫少年?) (remix d'un titre de l'album Café Buono!)
14. Blue-Sky-Blue (de l'album We Are Buono!)
15. Our Songs (10e single)
16. Last Forever (2010 mix version) (remix d'un titre de l'album Café Buono!)
17. Over the Rainbow (OVER THE RAINBOW?) (de l'album Buono! 2)
18. Kataomoi. (カタオモイ。?) (de l'album We Are Buono!)
19. Goal (ゴール?) (de l'album Buono! 2)

CD bonus
1. Kokoro no Tamago (こころのたまご?) ("face B" de Honto no Jibun)
2. Janakya Mottainai! (じゃなきゃもったいないっ!?) ("face B" de Ren'ai Rider)
3. Minna Daisuki (みんなだいすき?) ("face B" de Kiss! Kiss! Kiss!)
4. Lady Panther (れでぃぱんさぁ?) ("face B" de Gachinko de Ikō!)
5. My Love (マイラブ?) ("face B" de Rottara Rottara)
6. Muteki no ∞Power (無敵の∞パワー?) ("face B" de co.no.mi.chi)
7. Warp! (ワープ!?) ("face B" de My Boy)
8. Kirai Suki Daikirai (キライスキダイキライ?) ("face B" de Take it Easy!)
9. -Winter Story- ("face B" de Bravo Bravo)
10. Miracle Happy Love Song (MIRACLE HAPPY LOVE SONG?) ("face B" de Our Songs)

DVD
1. Buono! San Ji No Oyatsu Sōdatsu Baba Nuki Taiketsu (Buono!3時のおやつ争奪 ババ抜き対決?)
2. Jacket Satsuei - Baba Nuki Satsuei Making (ジャケット撮影・ババ抜き撮影メイキング?)